# Marcola (Oregon)
Marcola é uma comunidade não incorporada em Lane County, Oregon, Estados Unidos, a nordeste de Springfield no rio Mohawk.